# X-Men: Mutant Wars
X-Men: Mutant Wars est un jeu vidéo d'action développé par Hal Corp. et édité par Activision sorti en 2000 sur Game Boy Color.

## Accueil
- GameSpot : 4,7/10[1]
- IGN : 5/10[2]